# Antonio Basile
Antonio Basile (1795 – Messina, 1844) è stato un architetto italiano.
Ha realizzato o contribuito alla realizzazione dei più prestigiosi edifici di Messina:
- Palazzo dei Tribunali
- La scalinata della chiesa Monte di Pietà